# Автошлях Т 0434
Автошля́х Т 0434 — автомобільний шлях територіального значення у Дніпропетровській області. Пролягає територією Софіївського та Криворізького районів через Ордо-Василівку — Сергіївку — Кривий Ріг — до перетину з Н11. Загальна довжина — 26,3 км.

## Маршрут
Автошлях проходить через такі населені пункти:
| Автошлях Т 0434          |        |
| Дніпропетровська область |        |
| Софіївський район        |        |
| Ордо-Василівка           | Т 0419 |
| Райполе                  |        |
| Сергіївка                |        |
| Криворізький район       |        |
| Кривий Ріг               | Р74    |
| Веселі Терни             |        |
| Тернуватий Кут           | Р74    |
| Новоіванівка             | Р74    |
| Новомайське              |        |
| Златопіль                |        |
| Степове                  |        |
|                          | Н11    |